# Битва при Дзонкйо (1499)
Битва при Дзонкйо (італ. La battaglia di Zonchio) також відома як Битва при Сапієнці (тур. Sapienza Deniz Muharebesi) або Перша битва при Лепанто — морська битва, що відбувалась протягом декількох днів серпня (12, 20, 22 і 25) 1499 року в ході Другої османсько-венеційської війни 1499—1503 років в різних місцях біля південно-західного узбережжя Пелопоннесу від острова Сапієнца до мису Наваріно (італ. Zonchio, Дзонкйо). Це була перша в історії значна морська битва з використанням кораблів, озброєних гарматами. Османським флотом командував адмірал Кемаль-реїс, венеційським — капітан-генерал Антоніо Грімані. Битва завершилася першою в історії впевненою стратегічною перемогою флоту Османської імперії.

## Передумови
Венеційська республіка і Османська імперія перебували в мирі з 1479 року і Венеція, що отримувала значні прибутки від торгових операцій на сході, не мала намірів цей мир порушувати. Однак султан Баязид II, закінчивши в 1491 році безрезультатну війну з єгипетськими мамелюками, почав готувати армію для протидії потенційному новому хрестовому походу з Європи, в якій переховувався його рідний брат і претендент на османський престол Джем. Проте, коли в 1495 році Джем помер (можливо внаслідок отруєння) і загроза розпалювання громадянської війни в Османській імперії зникла, Баязид сам розпочав наступ на захід. Венеційський посол в Стамбулі, побачивши широкомасштабні військові приготування, вважав, що метою османів буде знову острів Родос, який в 1480 році вже витримав одну османську облогу. Проте, замість цього османський флот рушив в напрямку Іонічного моря з метою заволодіти венеційськими аванпостами на східному узбережжі Греції.

## Підготовка до битви
У січні 1499 турецький адмірал Кемаль-реїс вийшов з Стамбула з 10 галерами і 4 судами інших типів, а в липні з'єднався з великим османським флотом, наданим йому Баязидом II для початку широкомасштабної війни проти Венеційської республіки. Тепер під його командуванням було біля 290 суден — 67 галер, 20 галіотів і близько 200 кораблів менших розмірів.

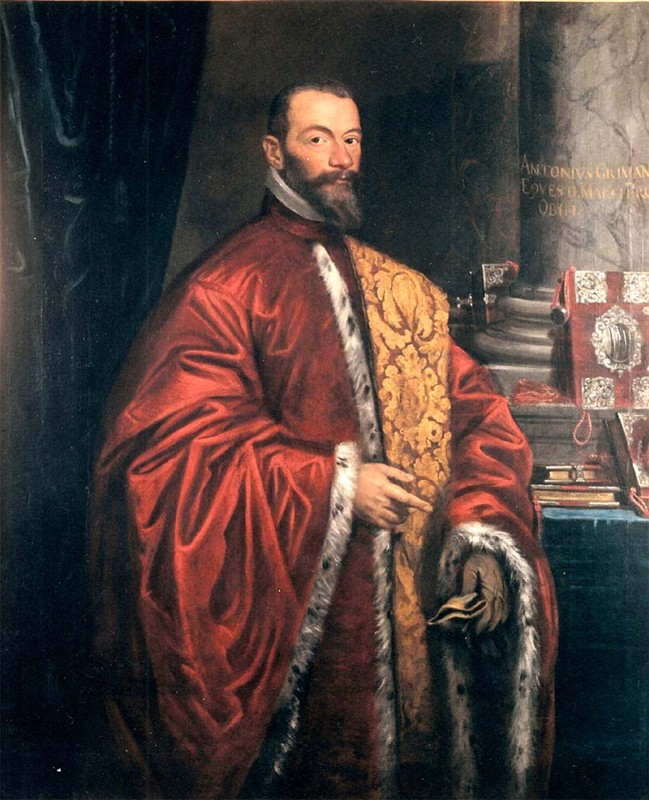
Антоніо Грімані на картині Доменіко Тінторетто, початок XVII ст.

5 липня Джакомо Джустініані, керівник венеційської фортеці на о.Кітера, попередив верховного командуючого венеційським флотом капітан-генерала Антоніо Грімані, що великий османський флот знаходиться між Кітерою і Негропонте (венеційська назва о.Евбея) і про його наміри нічого невідомо. Тому усім венеційським гарнізонам у Мореї було наказано відступити за стіни фортець і підготуватися до можливого нападу. 10 липня у Модоні, де під началом Грімані перебував венеційський військово-морський флот в складі 170 кораблів — 47 галер, 17 галіотів і близько 100 суден меншого розміру, відбулася засідання військової ради. На нараді більшість капітанів галер порадили Грімані вивести флот у море, щоб не залишатися заблокованими у порту у випадку нападу османів. Проте капітан-генерал не прийняв остаточного рішення і залишався в роздумах.
23 липня османський флот досяг Монемвасії та наступного дня мису Матапан. На той момент у венеційців склалося враження, що османи хочуть напасти на Лепанто. 24 липня 1499 року турецький флот, який увійшов до Мессенської затоки, досяг Капо-Галло і висадив невеликий десант на острові Сапієнца. Венеційці провели військову раду з метою розробки плану нападу на османський флот. Вранці 28 липня венеційський флот знаходився з навітренної сторони за десять миль від узбережжя і за шість від османського флоту, але Грімані вважав, що належні умови для нападу на ворога ще не настали. Він наказав галерам і великим кораблям відійти в море, а сам повернувся до порту Модон з малими галерами. Той самий маневр повторювався кілька разів протягом наступних днів. Протягом останніх днів липня турецький флот залишився біля Сапієнци і висадив на острів десант, який розграбували острів і підпалив місцеву церкву. 7 серпня біля Модона затонуло вантажне судно, що перевозило дві бомбарди та багато бочок з порохом. У період з 8 по 10 серпня османи перемістились від острова Сапієнца до мису Дзонкйо, здійснивши ряд маневрів, щоб спонукати венеційців до битви, які, однак, виявилися безрезультатними.

## Битва
12 серпня Грімані нарешті надав наказ атакувати османський флот. Але багато капітанів проігнорували наказ Грімані атакувати османів, і сам він не брав участі в битві в цей день. Вважається, що нерішучість Грімані і його небажання атакувати призвели до поразки під час бою. На другий день Грімані наказав екіпажам стратити усіх капітанів, які відмовлялися воювати. Незважаючи на це, а також на прибуття чотирьох французьких галер, він послав проти османів тільки два корабля з наявних у нього 170. Обидві галери якимось чином повернулися неушкодженими.
Під час бою 25 серпня, венеційці захопили кілька османських галер і порушивши бойову дисципліну взялись їх грабувати. Поки венеційці займались грабунком, османи перегрупуватись і змогли відбити судна. Після цього випадку обурені французькі галери полишили венеційців і відійшли на Родос.
У найбільш критичний момент битви дві венеційські караки під командуванням Андреа Лоредана (з впливової венеційської родини Лоредану) і Альбана д'Армера взяли на абордаж один з флагманських кораблів турецького флоту. Командир турецького корабля Бурак-реїс, будучи не в змозі розчепитися з венеційськими кораблями, вважав за краще підпалити свій корабель. Вид трьох палаючих разом великих кораблів завдав серйозної шкоди бойовому духу венеційців.

## Наслідки
В результаті військової компанії 1499 року, Венеційська республіка втратили ряд територій в Іонічному морі, зокрема стратегічно важливий порт Лепанто в Коринфській затоці. Внаслідок поразки очолюваного ним флота, Антоніо Грімані 29 вересня заарештували і вислали з Венеції, але згодом його було звільнено і у 1521 році обрано венеційським дожем.
Турецький султан Баязид II подарував 10 захоплених венеційських галер Кемаль-реїсу, який з жовтня по грудень 1499 року базувався з флотом на острові Кефалонія. У грудні 1499 року венеційці атакували Лепанто в надії повернути втрачені в результаті Битви при Дзонкйо території в Іонічному морі. Кемаль-реїс, вийшовши з Кефалонії, захистив місто від венеційців. Він залишався в Лепанто в період з квітня по травень 1500 року, де для османського флоту будувались нові кораблі армією з 15000 османських майстрів, привезених в місто. Звідти Кемаль відбув, щоб обстріляти венеційські порти на острові Корфу, а в серпні 1500 року він в черговий раз переміг венеційський флот в битві при Модоні, яка також відома як «Друга битва при Лепанто». Кемаль-реїс піддав фортецю Модон обстрілу з моря і в підсумку османська сухопутна армія захопила і це місто і сусідні Корон та Наварино (Дзонкйо).
Внаслідок двох програних битв при Дзонкйо і Модоні, Венеційська республіка втратила свої важливі володіння на материковій Греції, зокрема Модон і Корон — «два ока Венеційської республіки», а також Лепанто і Наварино.